# Erebia punctata
Erebia punctata är en fjärilsart som beskrevs av Höfner 1908. Erebia punctata ingår i släktet Erebia och familjen praktfjärilar. Inga underarter finns listade i Catalogue of Life.